# Jequitibá-rosa
O jequitibá-rosa (nome científico: Cariniana legalis), árvore emergente brasileira da família Lecythidaceae, é a árvore-símbolo dos estados de São Paulo e do Espírito Santo. Seu porte e beleza fizeram com que seu nome fosse dado a cidades, ruas e palácios.
No Estado do Espírito Santo é considerada árvore símbolo e tem data comemorativa, o dia 21 de setembro conforme lei nº 6.146, de 8 de fevereiro de 2000. O Projeto Jequitibá-Rosa, da Associação Ecológica Força Verde, esteve à procura da maior árvore dessa espécie no Espírito Santo. Acabou encontrando um jequitibá-rosa gigantesco, em Barra do Triunfo, município de João Neiva. Medições comparativas indicam claramente que esta é a maior árvore da Mata Atlântica brasileira, medindo 11,85 metros de circunferência.
Existe alguma confusão a respeito do nome vulgar dessa espécie, que, dependendo da região do Brasil, pode referir-se a qualquer uma das espécies de jequitibás.
É a espécie tipo do gênero Cariniana, descrita como Cariniana brasiliensis por Casaretto, em 1842, no Rio de Janeiro. No entanto, foi descrita pela primeira vez por von Martius em 1837 como Couratari legalis. A revisão de gêneros botânicos feita por Kuntze em 1898 a renomeou como Cariniana legalis.
Sinonímia: congolo-de-porco, estopa, jequitibá-de-agulheiro, jequitibá-branco, jequitibá-cedro, jequitibá-grande, jequitibá-vermelho, pau-carga, pau-caixão, sapucaia-de-apito.

## Características morfológicas

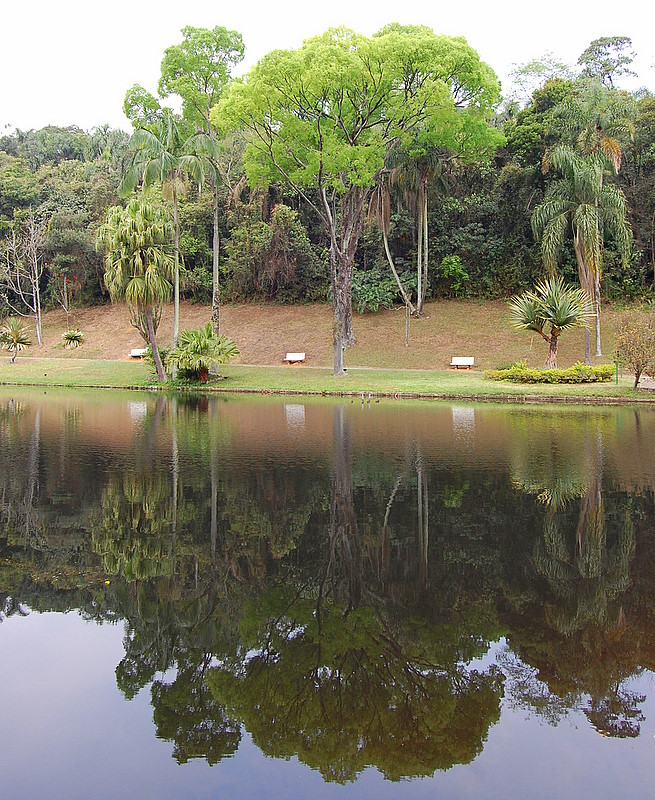
Jequitibá-rosa no Jardim Botânico de São Paulo.

É considerada a maior árvore nativa do Brasil, porque pode atingir até 50 metros de altura e um tronco com diâmetro de até sete metros.
Suas folhas membranáceas medem até 4 x 7 cm. As flores, pequenas, que surgem de dezembro a fevereiro, são de cor creme.
O fruto é um pixídio lenhoso, cuja abertura espontânea, em agosto-setembro, libera as pequenas sementes de dispersão eólia. Um quilograma contém cerca de 22 mil sementes, que germinam em ambiente semi-sombreado, emergindo o broto entre 12 e 20 dias.

## Ocorrência
Originalmente encontrada no centro e sudeste do país (estados de Espírito Santo, Rio de Janeiro, Minas Gerais, São Paulo e Mato Grosso do Sul), e também em Alagoas, Bahia, Paraíba e Pernambuco, na Mata Atlântica, tanto na pluvial quanto na latifoliada semidecidual, sempre em solos férteis. Talvez ocorra também na Colômbia e na Venezuela.
O maior e mais antigo espécime vivo do jequitibá-rosa se encontra em Camacã/BA, com 48 metros de altura total e 4,35 metros de diâmetro. O Parque Estadual do Vassununga, em Santa Rita do Passa Quatro-SP,  preserva a maior coleção de jequitibás conhecida e possui os dois maiores exemplares do Estado de São Paulo; o "Patriarca", com cerca de 600 anos, 4,03 metros de diâmetro, 42 metros de altura e 162,7 m³ em volume lenhoso, e a "Matriarca", com 43,8 metros em altura e 3,60 metros de diâmetro, estando entre os seres mais antigos do planeta.
Leia mais: https://www.arvoresgigantes.org/lista-de-arvores-gigantes2/jequitiba-rosa/42 m e seu diâmetro 4 m. Outro espécime importante fica no Parque Estadual dos Três Picos, RJ.

### Ecologia
Semidecídua, heliófita, aparece em dispersão irregular e descontínua: por exemplo, no Parque Estadual Vassununga aparece na forma de um grupo.
Ocupa o estrato superior da floresta primária densa, na qual é maior sua ocorrência.
A ameaça à espécie, que cresce em terras férteis, vem da expansão agrícola e urbana.

## Usos
Suas sementes são muito apreciadas por macacos.
É planta medicinal, sua casca é usada em extrato fluido.
A madeira, leve, é usada na construção civil apenas em obras internas, e na fabricação de móveis, pois é pouco resistente ao ataque de xilófagos.
Ornamental e de porte monumental, pode ser usada no paisagismo de parques, praças e áreas rurais.
Tolera a luz, por isso pode ser usada na revegetação de áreas desmatadas. O que tem sido feito para preservá-los.